# Bara Jonson And Free
Bara Jonson and Free är ett band från Kristianstad, bildat 2011. Bandets genrer är CrockPoP, Country, Rock och Pop.

## Bandmedlemmar
- Jonas Tancred (sång, gitarr, stompbox)
- Malin Östh (sång, mandolin, keyboard)

## Historia
”Bara Jonson” var Jonas Tancreds alter ego i onlinespelet Second Life, där han började streama sin musik live redan 2007. Under åren ökade hans fanbase i Second Life och han blev den första artisten som fick ett skivkontrakt genom det spelet. Det var Dennis Kinsey på ”Hondo Mesa Records” i New York som signade honom.
Robert Kenner gjorde HBO-dokumentären ”When strangers click” som handlade främst om Jonas och hans rollfigur ”Bara Jonson” i Second Life. Han fick även med sin låt ”Far´n Away” i filmen. Dokumentären blev Emmy-nominerad 2011, samma år som Malin Östh anslöt sig och bandet "Bara Jonson And Free" var bildat.

## Bandet
Deras första gemensamma album var på svenska med titeln ”Med en dåres envishet”, inspelad på JFK Studios och släpptes hösten 2014 genom Amplifi. Bandet började turnera runt i Sverige och invigde bland annat Helgeåfestivalens 10-årsjubileum 2015 där de delade scenen med akter som Saxon, Skid Row och Europe. Slutligen nådde deras turnéer även in i Danmark, Holland och Tyskland. De hade nu börjat skriva mer på engelska. De sökte någon som kunde hjälpa dem att utveckla deras eget sound och fann en mentor i Carlos Bart på Summit management, som coachade bandet under flera år. När de mötte producenten Amir Aly på YLA Studios i Malmö kände de att de hittat rätt. Ett samarbete inleddes och arbetet på en EP startade. Produktionerna blev stora men höll ändå kvar den unika känslan av deras två röster och en gitarr. De skapade genren CrockPoP, en mix mellan country, rock och pop. Deras första singel var Appetite, en upptempolåt som handlar om den starka kvinnan som vet vad hon vill. Appetite var den första singeln de släppte med sitt nya sound.
Efter hemkomsten från en av tysklandsturnéerna där de delat tåg och resväg med 100-tals flyktingar, var de djupt berörda. Tanken på att försöka göra något för att hjälpa till malde. Samtidigt såg Malin Östh en dikt på facebook som hette ”Säker Mark, skriven av sjuksköterskan Åsa Wallman från Dalarna. De fick kontakt och dikten översattes till engelska, spelades in på YLA Studios och fick namnet ”Safe Ground”. Releasen av den fysiska singeln hölls på ”Hesslebaren” i Kristianstad 2015 där de anordnade en gala med insamling tillsammans med Röda Korset, till förmån för människor på flykt.
Inte bara P4-kanalerna i Sverige visade intresse för deras musik utan även radiokanalen Woman of Substance (WOS) i USA uppmärksammade duon vid flera tillfällen med både singeln Safe Ground och Appetite.
2016 släpptes singeln ”The American Fall” samma år som det amerikanska valet. Låten var en protest mot Donald Trump och inte kunde de ana att han skulle få 4 år vid makten.
I maj 2016 var 7-spårs-EP:n klar och releasen hölls på Kulturnatten, Kulturkvarteret i hemstaden Kristianstad. De fick också möjligheten att spela på nyetablerade festivalen Torsjö Live strax utanför Hässleholm.
14 februari 2017 på Alla hjärtans dag, släppte de en maxisingel med två låtar till sina respektive barn. ”A Mothers Wish” som Malin Östh skrivit till sin dotter och ”With You” som Jonas Tancred skrivit till sin son. Dessa båda låtar finns med på albumet ”Synergy - the album” som bonuslåtar och premiären blev uppmärksammad i musikbloggen Pop Muzik
2017 var de förband åt Doug Seegers på festivalen Tjo i Tjögsta. Samma år spelade de på festivaler som Killebom, Torsjö Live och Musikaliska strandhugg i Kristianstad mfl. 2017 åkte de även på sin första showcase-festival Live at Heart i Örebro. De fick två spelningar på festivalen under veckan men gjord även en miniturné i mellansverige före och efter festivalen. De knöt kontakt med artistutvecklingsföretaget och mangementet Musichelp som har fortsatt att coacha dem sedan dess.
Augusti 2017 var det release för deras första album på engelska ”Synergy the Album” som hölls på Biljardkompaniet i Kristianstad. Skivan gavs även ut på vinyl. I december samma år var de förband till Dan Hylander på Charles Dickens i Helsingborg.
Bara Jonson and Free hade under året startat ett samarbete med marketingbolaget Finest Noise och bokningsbolaget Koma Booking för Tyskland. För att följa upp radiospelningarna och framgångarna där återvände de på ännu en turné som gick genom Danmark och Tyskland både hösten 2017 och våren 2018.
Hemma medverkade man under 2018 på Hoppapaloosa-festivalen i Malmö och igen på Live at Heart i Örebro”. På ”Live at Heart” hade de release för singeln ”An Ordinary Day”, från kommande albumet ”Sky Is The Limit”. De ville få ut den i samband med valet eftersom den speglar ett samhälle där, som duon anser, ”onormala” högerextremistiska tankar och beteenden har blivit ”normala och vanliga”.
På festivalen blev de bokade till systerfestivalen Live at Heart Newfoundland som hade sitt första år på Burin Pensula i Marystown oktober 2018.
Bandet blev överväldigade av det fantastiska mottagandet av ortsbefolkningen och de häpnade av den fantastiska naturen på Newfoundland. På vägen hem var de bokade på anrika The Monarch i London. Väl hemma i Sverige igen skrev de en låt som ett tack till sina nyfunna vänner och deras ”home away from home” i Newfoundland. Låten döptes till ”Hello Newfoundland” och hade release julen 2018 i samband med en träff i St Gabriels Hall i Marystown. Bandet streamade från Sverige till sin publik i Marystown.
Detta uppmärksammades både av NTV Canada  och av kanadensisk press. De signades till ett kanadensiskt managementföretag, Entertainment Music Group (EMG) baserat på den uppmärksamheten deras låt 'Hello Newfoundland' fått med en 1-position i åtta raka veckor på de internationella hitlistorna som ett resultat av sin växande skara av kanadensiska fans.
April 2019 var de förband åt Mikael Rickfors på Charles Dickens in Helsingborg och bara dagar därefter återvände de till Newfoundland  på miniturnén ”Hello Newfoundland”, i St Johns och Marystown. De blev intervjuade på CBC Radio One, en radiokanal som sänds över hela Kanada. Därefter åkte de vidare till Toronto för att medverka på Canadian Music Week, CMW.
Bara Jonson och Free var stolta att uppträda vid den officiella Midem-showcaseefestivalen på Morrison's på ”The Cashbox Magazin Showcase” (Cashbox Magazin Canada och Cachbox Magazin USA (den 6 juni 2019 i Cannes.
De gjorde en cover ”Far´n Away”  som återinspelades hos Amir Aly på YLA Studios. Den blev nu en duett med Malin Östh och Jonas Tancred. De tillägnade den alla de vänner och fans de fått under sina resor och turnéer världen över. Även den tillhör albumet ”Sky Is The Limit”.
För tredje året i rad blev de bokade på Hoppapaloosa i Malmö samt Live at Heart Örebro. I oktober spelade på Kulturgalan i Kristianstad  och åkte nästan direkt vidare till Kanada för att spela på Cashbox Caravan scen på Indie Weeks Showcase Festival i Toronto där de blev nominerade som Best Emerging Artist - International. På festivalen hade de även release på singeln ”Devils Die Too”.
2019 blev duon utvald och tillkännagavs såsom INES#Talent 2020-2021.
2020 blev ju pandemins år och livescenerna stängdes. Men bandet utnyttjade tiden med att inleda ett cross-culturesamarbete med professionella dansgruppen Cirque Arte Diem som de lärde känna på Kulturgalan i Kristianstad. Cirque Arte Diem är aktuella i musikvideon ”TIRO” och kommer även medverka och samarbeta vid den musikal ”TIRO” som planeras bli klar 2021 baserad på Bara Jonson and Frees musik.
[uppföljning saknas]
Bara Jonson and Free hade även möjlighet att få hålla i två radioprogram som roterade på Cashbox Radio. Ett om vilken musik som influerat respektive medlem från uppväxt och genom livet, och ett om sin resa och kärlek till Newfoundland.
'Sky Is The Limit' kommer att bli det tredje albumet och förväntas släppas våren 2021. Producent också denna gång Amir Aly , YLA Studios. Även Los Angeles-baserade producenten Jeff Bova kommer att spela en viktig roll på det kommande vinylalbumet.
November 2020 släpptes singeln Say Merry Christmas, producent Amir Aly, YLA Studios.

## Utmärkelser
| År   | Kategori/beskrivning                                                   |
| 2011 | Emmy nominerad “When Strangers Click”                                  |
| 2019 | Nominerade till Best emerging international artists – Indie Week Award |
| 2020 | Ines talent 2020                                                       |
| 2021 | Ines talent 2021                                                       |

## Diskografi

### Singlar
- 2014 -  Ingen Annan Stad
- 2016 -  Appetite
- 2016 -  Safe Ground
- 2016 - To The Moon
- 2016 - Crazy Days
- 2016 - The Great Pretend
- 2016 - The American Fall
- 2016 - Synergy
- 2017 - A Mothers Wish
- 2017 - With You
- 2018 - An Ordinary Day
- 2018 - Hello Newfoundland
- 2019 - Far´n Away
- 2019 - Devils Die Too
- 2020 - Say Merry Christmas

#### Album
- 2014 - Med En Dåres Envishet
- 2016 - EP Synergy
- 2017 - Synergy The Album
- 2021 - BJF New Era